# Упражнения в прекрасном
«Упражнения в прекрасном» — российская трагикомедия, снятая в 2011 году режиссёром Виктором Шамировым. Фильм основан на одноимённом спектакле театра им. Моссовета.

## Сюжет
Трое немолодых московских актёров, студентка-актриса, сопровождаемые администратором, отправляются в провинцию играть спектакли, где попутно встречаются с поклонниками и забытыми коллегами, напиваются, выясняют отношения, завидуют друг другу, тренируют актёрское ремесло, задаваясь вопросами своего жизненного и профессионального предназначения.

## В ролях
- Виктор Шамиров — Альберт Свенцицкий
- Гоша Куценко — Евгений Калинин
- Константин Юшкевич — Василий
- Павел Савинков — Андрюс
- Ксения Радченко — Алиса
- Ирина Апексимова — Ирина

## Саундтреки
| Братья Шахунц               | «Моя голубка»                                  |
| Олег Газманов               | «Москва»                                       |
| Михаил Муромов              | «Яблоки на снегу»                              |
| Евгений Росс                | «Плачут сосны»                                 |
| Заплатки                    | «Мультики»                                     |
| Аня Воробей                 | «Любовь хулигана»                              |
| Рок-Острова                 | «Ничего не говори»                             |
| Родион Газманов             | «Люси»                                         |
| Аслан                       | «Боже мой»                                     |
| Супердетки                  | «Не такой уж он плохой»                        |
| м/ф «Бременские музыканты»  | «А как известно мы народ горячий» (Разбойники) |
| Алена Бурмакина             | «Автоледи»                                     |
| Кино                        | «Звезда по имени Солнце»                       |
| Олег Митяев                 | «Изгиб гитары жёлтой»                          |
| Р. Ченборисова и И. Сидоров | «Люди идут по свету»                           |

## Критика
Большинство кинокритиков в целом положительно оценили картину.
- Алексей Экслер: «…атмосфера — какая-то очень естественная, жизненная и искренняя, — отличные диалоги, прекрасно переданное настроение… Так как сценарий писали очень понимающие в актёрском ремесле люди, к тому же не чуждые самоиронии и при этом совершенно непафосные, смотрится это все очень и очень жизненно»[1]

## Награды
- Константин Юшкевич — лучший актёр на кинофестивале Кинотавр (2011)
- Гоша Куценко, Виктор Шамиров, Константин Юшкевич — приз имени Г. Горина за лучший сценарий на кинофестивале Кинотавр (2011)